# X-Men (filme)
X-Men (bra: X-Men - O Filme; prt: X-Men) é um filme de ação, aventura e fantasia estadunidense de 2000, baseado no grupo homônimo da Marvel Comics, dirigido por Bryan Singer e escrito por David Hayter. É estrelado por Hugh Jackman, Anna Paquin, Famke Janssen, James Marsden, Halle Berry, Rebecca Romijn, Tyler Mane, Ray Park, Bruce Davison, Ian McKellen e Patrick Stewart. É o primeiro filme da série de filmes X-Men. O filme introduz Wolverine e Vampira em meio a um conflito entre Professor Xavier e a Irmandade de Mutantes, liderada por Magneto. Este pretende transformar líderes das Nações Unidas em mutantes com uma máquina que o próprio construiu, com o objetivo da aceitação dos mutantes no mundo, mas Xavier tenta impedir seus planos, já que a mutação forçada leva a óbito pessoas normais.
O desenvolvimento de X-Men começou em 1989, com James Cameron. Em 1994, os direitos de filmagem foram atribuídos à 20th Century Fox. Roteiros e o tratamento do filme foram encomendados para Andrew Kevin Walker, John Logan, Joss Whedon e Michael Chabon. Singer assinou para o dirigir, em 1996, com regravações de outros como Ed Solomon, Singer, Tom DeSanto, Christopher McQuarrie e David Hayter. As filmagens decorreram entre 22 de setembro de 1999 e 3 de março de 2000, principalmente em Toronto.
X-Men teve sua première na Ilha Ellis em Nova Iorque no dia 12 de julho de 2000 e foi lançado para o público dois dias depois. Foi bem recebido pela crítica especializada e pelo público, tornando-se um sucesso financeiro. A produção abriu o caminho para a extensa franquia X-Men no cinema, dando início ao ressurgimento de filmes de super-heróis.

## Elenco
- Patrick Stewart como Professor Charles Xavier
- Hugh Jackman como Wolverine / Logan
- Ian McKellen como Magneto / Erik Lehnsherr
- Halle Berry como Tempestade / Ororo Munroe
- Famke Janssen como Garota Marvel / Jean Grey
- James Marsden como Ciclope / Scott Summers
- Rebecca Romijn como Raven Darkholme / Mística
- Anna Paquin como Marie D'Acanto / Vampira
- Bruce Davison como Senador Robert Kelly
- Ray Park como Mortimer Toynbee / Groxo
- Tyler Mane como  Victor Creed / Dente-de-Sabre
- Shawn Ashmore como Bobby Drake / Homem de Gelo

## Produção
Os escritores e editores-chefes da Marvel Comics Gerry Conway e Roy Thomas escreveram um roteiro de X-Men em 1984, quando a Orion Pictures era para vender os direitos do filme, mas o desenvolvimento parou quando a Orion começou a enfrentar problemas financeiros. Ao longo de 1989 e 1990, Stan Lee e Chris Claremont estiveram em discussões com a Carolco Pictures para uma adaptação cinematográfica de X-Men, com James Cameron como produtor e Kathryn Bigelow dirigindo.
Um tratamento de história foi escrito por Bigelow, com Bob Hoskins sendo considerado para Wolverine e Angela Bassett como Tempestade. Porém, o negócio desmoronou quando Stan Lee despertou o interesse de Cameron para a realização de um filme do Homem-Aranha; embora um acordo com a Carolco tivesse sido concretizado, a empresa acabou indo à falência e os direitos do filme voltaram para a Marvel. Em dezembro de 1992, a Marvel discutiu a venda dos direitos de X-Men para a Columbia Pictures, mas não obteve sucesso. Enquanto isso, Avi Arad produzia a série animada de televisão X-Men para a Fox Kids; a 20th Century Fox ficou impressionada com o sucesso da série de televisão e a produtora Lauren Shuler Donner comprou os direitos do filme para o estúdio em 1994, trazendo Andrew Kevin Walker para escrever o roteiro.
O primeiro rascunho de Walker envolveu o Professor Xavier recrutando Wolverine para os X-Men, que até então consistia em Ciclope, Jean Grey, Homem de Gelo, Fera e Anjo. A Irmandade dos Mutantes, que consistia em Magneto, Dente de Sabre, Groxo, Fanático e Blob, tentam dominar Nova Iorque, enquanto Henry Peter Gyrich e Bolivar Trask atacam os X-Men com três Sentinelas de 2,4 m. O roteiro enfocava a rivalidade entre Wolverine e Ciclope, bem como a dúvida deste último como líder do grupo; no roteiro, parte da história de fundo inventada para Magneto fez dele a causa do desastre de Chernobyl. Esse esboço também apresentava o X-Copter e a Sala de Perigo. Walker entregou seu segundo rascunho em junho de 1994.
Laeta Kalogridis, John Logan, James Schamus, e Joss Whedon foram trazidos para reescritas subsequentes. Um desses roteiros manteve a ideia de Magneto transformar Manhattan em uma "pátria mutante", enquanto outro girava em torno de um romance entre Wolverine e Tempestade. O rascunho de Whedon apresentava a Sala de Perigo, e concluiu com Jean Grey vestida como a Fênix. De acordo com a Entertainment Weekly, este roteiro foi rejeitado por causa de seu "tom rápido de referência à cultura pop", e o filme finalizado continha apenas duas trocas de diálogos com as quais Whedon contribuiu. Michael Chabon apresentou um tratamento de seis páginas para a Fox em 1996. Ele se concentrou fortemente no desenvolvimento de personagens entre Wolverine e Jubileu e incluiu o Professor Xavier, Ciclope, Jean Grey, Noturno, Fera, Homem de Gelo e Tempestade. Segundo o plano de Chabon, os vilões não teriam sido apresentados até um eventual segundo filme.
A Fox considerou Brett Ratner como diretor (ele acabou dirigindo X-Men: The Last Stand anos depois do primeiro filme) mas depois ofereceu a posição a Robert Rodriguez, que recusou. Após o sucesso comercial de Mortal Kombat nos Estados Unidos, Paul W. S. Anderson recebeu a oferta do cargo, mas recusou em favor de dirigir O Enigma do Horizonte. Após o lançamento de The Usual Suspects, Bryan Singer estava procurando fazer um filme de ficção científica e a Fox ofereceu-lhe Alien Resurrection, mas o produtor Tom DeSanto sentiu que seria mais apropriado para ele dirigir X-Men. Singer estava hesitante em dirigir um filme de história em quadrinhos, mas mudou de ideia depois que DeSanto apresentou os temas de preconceito na história em quadrinhos que ressoou com Singer.
Em dezembro de 1996, Singer estava confirmado na posição de diretor, enquanto Ed Solomon foi contratado para escrever o roteiro em abril de 1997, enquanto Singer foi liberado para filmar Apt Pupil. A Fox então anunciou uma data de lançamento no Natal de 1998 para o filme. No final de 1997, o orçamento foi projetado em US$ 60 milhões. Em 1998, Chris Claremont voltou para a Marvel e, vendo como a Fox ainda estava lutando com o roteiro, enviou-lhes um memorando de quatro páginas onde explicava os conceitos básicos e o que diferenciava os X-Men de outros super-heróis. No final de 1998, Singer e DeSanto enviaram um tratamento para Fox, que eles acreditavam ser "perfeito" porque levava "a sério" os temas e as intenções das comparações de Xavier e Magneto com Martin Luther King e Malcolm X, ao contrário dos outros scripts. Eles fizeram de Vampira uma personagem importante porque Singer reconheceu que sua mutação, que a torna incapaz de tocar em ninguém, era o mais simbólico de alienação. Singer fundiu atributos de Kitty Pryde e Jubileu na representação de Vampira no filme. A conspiração de Magneto para transformar os líderes mundiais em mutantes a favor de seu plano é uma reminiscência de como a conversão de Constantino ao Cristianismo acabou com a perseguição dos primeiros cristãos no Império Romano; a analogia foi enfatizada em uma cena deletada em que Tempestade ensina história. A afirmação do Sendaor Kelly de que ele tem uma lista de mutantes que vivem nos Estados Unidos lembra a afirmação semelhante de Joseph McCarthy a respeito dos comunistas.
A Fox, que havia projetado um orçamento entre US$ 60-75  milhões, rejeitou o tratamento que, segundo eles, teria custado US$ 5  milhões a mais. Fera, Noturno, Pyro e a ambientação da Sala de Perigo tiveram que ser deletados antes que o estúdio aprovasse X-Men. O chefe da Fox, Bill Mechanic, argumentou que isso melhoraria a história, e Singer concordou que remover a Sala de Perigo permitiu que ele se concentrasse em outras cenas de sua preferência. Alguns aspectos da Besta, particularmente sua experiência médica, foram transferidos para a personagem Jean Grey. Singer e DeSanto trouxeram Christopher McQuarrie de The Usual Suspects, e juntos fizeram outra reescrita.
David Hayter, que na época trabalhava como assistente de Singer, foi contratado para reescrever devido ao seu conhecimento de histórias em quadrinhos. Hayter recebeu crédito de roteiro solo do Writers Guild of America, enquanto Singer e DeSanto receberam crédito da história. O WGA ofereceu um crédito a McQuarrie, mas ele voluntariamente retirou seu nome quando a versão final estava mais de acordo com o roteiro de Hayter do que com o dele. Em julho de 2020, o The Hollywood Reporter revelou que McQuarrie e Solomon retiraram seus nomes do filme devido ao "processo tortuoso" do estúdio; Solomon mais tarde expressaria pesar por remover seu nome. Hayter afirma que 55% de seu roteiro acabou no filme final, enquanto outros insiders afirmam que a maior parte do que está na tela foi escrita por McQuarrie e Solomon com apenas contribuições de Hayter.

## Recepção

### Comercial
X-Men arrecadou US$ 157,3  milhões nos Estados Unidos e Canadá e US$ 139  milhões em outros territórios para um total mundial de US$ 296,3  milhões, contra um orçamento de produção de US$ 75  milhões, tornando-se o oitavo filme de maior bilheteria de 2000 no país e o nono no mundo.
À época, a Marvel Studios estava dependendo do sucesso de X-Men para acender outras propriedades da franquia (Homem-Aranha, Quarteto Fantástico, Hulk e Demolidor). O sucesso de X-Men deu início a um ressurgimento para o gênero de quadrinhos e filmes de super-heróis nos cinemas.

### Crítica
No site agregador de críticas Rotten Tomatoes, 82% das 154 avaliações dos críticos são positivas. O consenso diz: "Fiel aos quadrinhos e cheio de ação, X-Men traz uma lousa cheia de personagens clássicos da Marvel para a tela com um elenco talentoso e foco narrativo surpreendentemente acentuado." O Metacritic, que usa uma média ponderada, atribuiu ao filme uma pontuação de 64 em 100, baseado em 33 críticos, indicando críticas "geralmente favoráveis". O público pesquisado pelo CinemaScore deu ao filme uma nota média de "A−" em uma escala de "A+" a "F".
O crítico de cinema James Berardinelli do ReelReviews.net, fã dos quadrinhos de X-Men, acreditou que "o filme tem um ritmo eficaz com um bom equilíbrio de exposição, desenvolvimento dos personagens e ação aprimorada com efeitos especiais. Nem o enredo nem os relacionamentos dos personagens são difíceis de seguir e o filme evita a armadilha de gastar muito muito tempo explicando coisas que não precisam ser explicadas. O fandom dos X-Men provavelmente ficará dividido sobre se o filme é um sucesso ou um fracasso".
Roger Ebert, do jornal Chicago Sun-Times, disse que "começou a gostar deste filme, enquanto esperava que algo realmente interessante acontecesse. Quando nada aconteceu, ainda não desgostei; presumo que os X-Men desenvolverão ainda mais suas personalidades se houver uma sequência [para o filme] e talvez encontre tempo para se envolver em uma história. Sem dúvida, os fãs dos quadrinhos entenderão as alusões sutis e os pontos delicados de comportamento; eles devem permanecer no saguão após cada exibição para responder a perguntas"." Peter Travers da revista Rolling Stone observou: "Como é o filme de Wolverine, qualquer X-Men ou Mulher que não dependa diretamente de sua história recebe pouca atenção. Como Tempestade, Halle Berry pode fazer truques legais com o clima, mas seu papel se foi com o vento. É péssimo que Stewart e McKellen, dois atores excelentes, são subutilizados".

## Versões caseiras
X-Men foi lançado em VHS e DVD em novembro de 2000, para tirar proveito do feriado de Ação de Graças nos Estados Unidos. Em seu fim de semana inicial, o filme arrecadou US$ 60 milhões em aluguéis e vendas diretas, faturando mais do que todos os filmes nos cinemas, fora o líder How the Grinch Stole Christmas. X-Men terminou o ano 2000 como a sétimo maior bilheteria de home video do ano com US$ 141 000 000, com 78% sendo obtido por meio de vendas. Uma nova versão em dois discos de DVD foi lançada em 2003 em antecipação ao lançamento de X-Men 2 nos cinemas, intitulada X-Men 1.5. O DVD inclui a versão do cinema junto com a opção de cenas deletadas, e vários novos recursos adicionais.

## Cronologia
Linha do Tempo (Presente):
X-Men: Primeira Classe (Ano de 1963)
X-Men Origens: Wolverine (prelúdio ambientado em 1845, história principal em 1979)
X-Men: O Filme (ano de 2000)
X-Men 2 (ano de 2003)
X-Men: O Confronto Final (ano de 2006)
Wolverine - Imortal (ano de 2011)
Linha do Tempo (Logan):
Logan (Ano de 2029)
Deadpool & Wolverine (Ano posterior à 2029)
Linha do Tempo (Revisada):
X-Men: Primeira Classe (Ano de 1962)
X-Men: Dias de Um Futuro Esquecido (Passado; Ano de 1973)
X-Men: Apocalipse (Ano de 1983)
X-Men: Fênix Negra (Ano de 1992)
Deadpool (Ano de 2016)
Deadpool 2 (Ano de 2018)
X-Men: Dias de um Futuro Esquecido (Futuro; Ano de 2023)
Deadpool & Wolverine (Ano de 2024)

OBS: X-Men: Dias de Um Futuro Esquecido alterou ambas as linhas do tempo. A linha do tempo do passado e futuro se separaram e cada uma tomou um rumo diferente, deixando de depender uma da outra.